# Bàsquet Manresa 2004-2005
Questa voce raccoglie le informazioni riguardanti il Bàsquet Manresa nelle competizioni ufficiali della stagione 2004-2005.

## Stagione
La stagione 2004-2005 del Bàsquet Manresa è la 33ª nel massimo campionato spagnolo di pallacanestro, la Liga ACB.

## Roster
Aggiornato al 8 luglio 2022.
| Ricoh Manresa 2004-05 | Ricoh Manresa 2004-05 |
| Giocatori             | Staff tecnico         |
| --------------------- | --------------------- |

| N. | Naz.                                         | Ruolo | Nome               | Anno | Alt.   | Peso   |  |
| -- | -------------------------------------------- | ----- | ------------------ | ---- | ------ | ------ |  |
| 4  | Spagna (bandiera)                            | P     | Albert Oliver      | 1978 | 187 cm | 84 kg  |  |
| 5  | Spagna (bandiera)                            | G     | Rafael Martínez    | 1982 | 190 cm | 82 kg  |  |
| 6  | Stati Uniti (bandiera) · Germania (bandiera) | AP    | Casey Schmidt      | 1970 | 198 cm | 90 kg  |  |
| 6  | Spagna (bandiera)                            | C     | Eduard Riu         | 1982 | 202 cm |        |  |
| 8  | Spagna (bandiera)                            | G     | Ferran Laviña      | 1977 | 192 cm |        |  |
| 11 | Spagna (bandiera)                            | AG    | Cèsar Bravo        | 1981 | 200 cm |        |  |
| 12 | Spagna (bandiera)                            | AG    | Miquel Feliu       | 1985 | 197 cm | 97 kg  |  |
| 13 | Stati Uniti (bandiera)                       | AC    | Philip Ricci       | 1980 | 201 cm | 110 kg |  |
| 14 | Stati Uniti (bandiera) · Italia (bandiera)   | AP    | Danny Miller       | 1980 | 203 cm | 96 kg  |  |
| 15 | Spagna (bandiera)                            | AG    | José Ramón Esmorís | 1975 | 204 cm |        |  |
| 16 | Spagna (bandiera)                            | AC    | Guillem Rubio      | 1982 | 202 cm | 101 kg |  |
| 17 | Stati Uniti (bandiera)                       | AG    | Rodney Elliott     | 1976 | 203 cm | 98 kg  |  |
| 21 | Argentina (bandiera) · Italia (bandiera)     | G     | Juan Espil         | 1968 | 195 cm | 90 kg  |  |
| 31 | Stati Uniti (bandiera)                       | AG    | Harper Williams    | 1971 | 200 cm | 110 kg |  |
| -  | Spagna (bandiera)                            | PG    | Sergio Llull       | 1987 | 190 cm | 80 kg  |  |

| Allenatore                                                                             |
| - Ricard Casas                                                                         |
| Assistente/i                                                                           |
| - Xavier García - Jaume Ponsarnau Legenda - (C) Capitano - (IN) Inattivo - Infortunato |

## Mercato

### Sessione estiva
| Acquisti | Acquisti           | Acquisti          | Acquisti   | Acquisti |
| R.a      | Nome               | da                | Modalità   |          |
| -------- | ------------------ | ----------------- | ---------- | -------- |
| AG       | José Ramón Esmorís | Saragozza         | definitivo |          |
| AG       | César Bravo        | Breogán           | definitivo |          |
| AC       | Guillem Rubio      | Plasencia         | definitivo |          |
| AC       | Philip Ricci       | Huntsville Flight | definitivo |          |

| Cessioni | Cessioni      | Cessioni       | Cessioni       | Cessioni |
| R.       | Nome          | a              | Modalità       |          |
| -------- | ------------- | -------------- | -------------- | -------- |
| C        | Jordi Llorens | Minorca        | fine contratto |          |
| A        | Jordi Singla  |                | ritirato       |          |
| G        | Jesús Cilla   | Saragozza      | fine contratto |          |
| C        | John Brown    | Saragozza      | fine contratto |          |
| P        | Maiol Cisteró | Aism. Montcada | fine contratto |          |

### Dopo l'inizio della stagione
| Acquisti | Acquisti       | Acquisti   | Acquisti      | Acquisti   |
| R.       | Nome           | da         | Data          | Modalità   |
| -------- | -------------- | ---------- | ------------- | ---------- |
| AP       | Casey Schmidt  | Free agent | dicembre 2004 | definitivo |
| AP       | Danny Miller   | ASVEL      | febbraio 2005 | definitivo |
| AG       | Rodney Elliott | Free agent | febbraio 2005 | definitivo |

| Cessioni | Cessioni       | Cessioni   | Cessioni      | Cessioni       |
| R.       | Nome           | a          | Data          | Modalità       |
| -------- | -------------- | ---------- | ------------- | -------------- |
| AP       | Casey Schmidt  | Free agent | dicembre 2004 | rescissione    |
| AG       | Rodney Elliott | Free agent | marzo 2005    | fine contratto |